# اوژن کریستف
اوژن کریستف (فرانسوی: Eugène Christophe‎; ۲۲ ژانویهٔ ۱۸۸۵ – ۱ فوریهٔ ۱۹۷۰) دوچرخه‌سوار اهل فرانسه بود.